# Сельское поселение «Нижнеильдиканское»
Се́льское поселе́ние «Нижнеильдиканское» — муниципальное образование в Балейском районе Забайкальского края Российской Федерации.
Административный центр — село Нижний Ильдикан.

## История
Статус и границы сельского поселения установлены Законом Читинской области от 19 мая 2004 года «Об установлении границ, наименований вновь образованных муниципальных образований и наделении их статусом сельского, городского поселения в Читинской области».

## Население
| 2010 | 2011 | 2012 | 2013 | 2014 | 2015 | 2016 |
| ---- | ---- | ---- | ---- | ---- | ---- | ---- |
| 952  | ↘947 | ↘932 | ↘902 | ↘879 | ↘868 | ↘833 |
| 2017 | 2018 | 2019 | 2020 | 2021 |      |      |
| ↘811 | ↘778 | ↘749 | ↘737 | ↘642 |      |      |

## Состав сельского поселения
| № | Населённый пункт | Тип населённого пункта       | Население |
| - | ---------------- | ---------------------------- | --------- |
| 1 | Алия             | село                         | ↘125      |
| 2 | Гробово          | село                         | ↘111      |
| 3 | Журавлёво        | село                         | ↘31       |
| 4 | Нижний Ильдикан  | село, административный центр | ↘441      |